# Wenn alle Brünnlein fließen

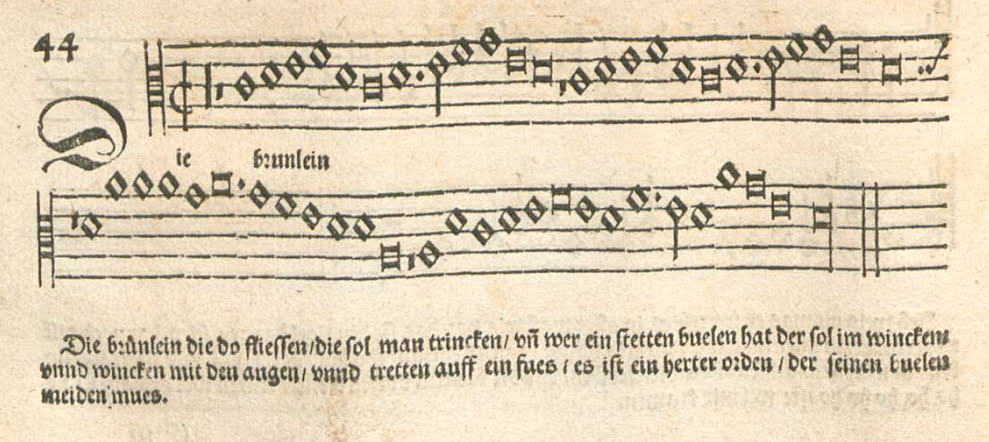
Die bruenlein die do fliessen. Hans Ott, Nürnberg 1534. Diese Melodie ist heute kaum noch bekannt.

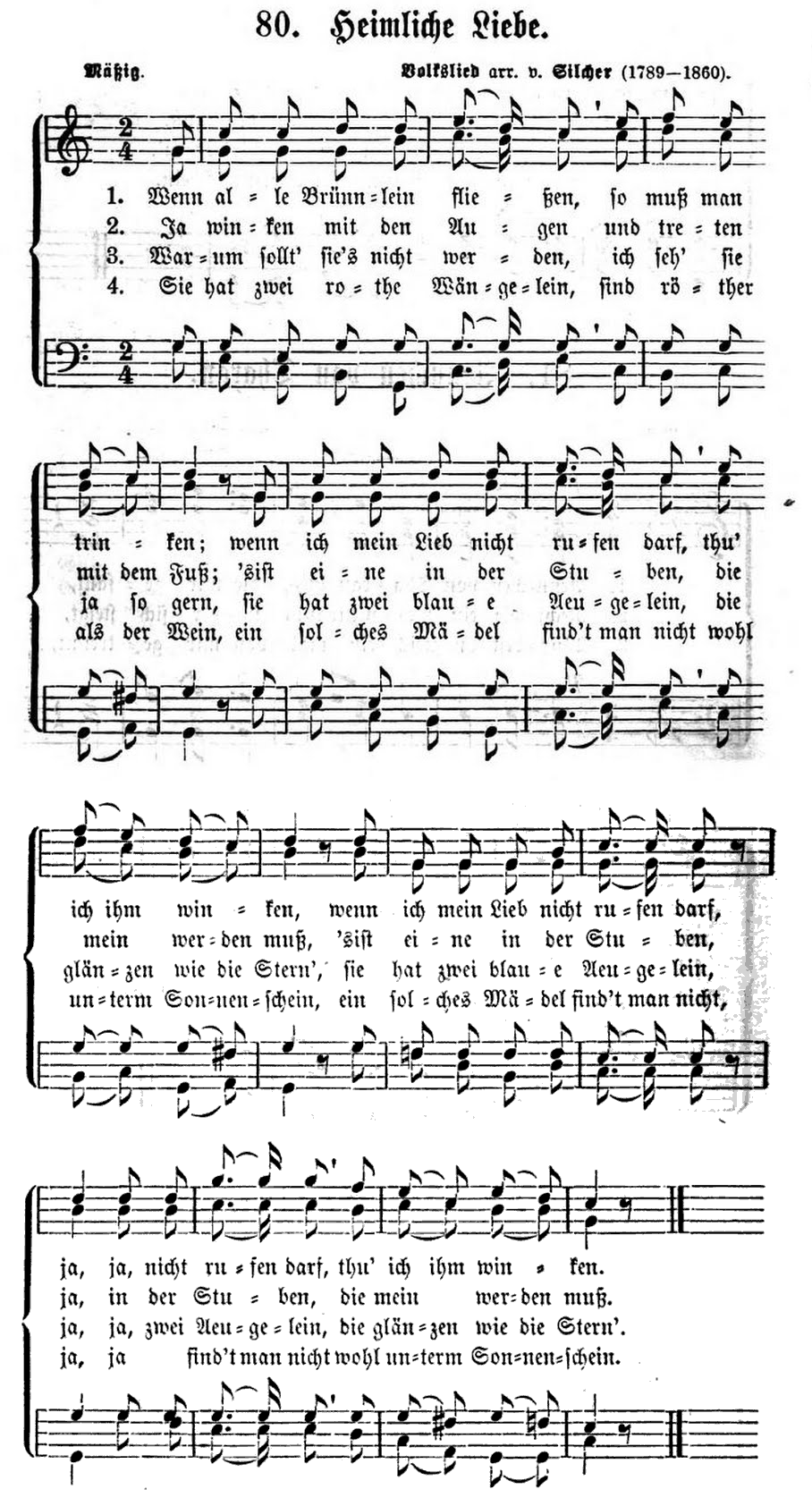
Heimliche Liebe. Liederbuch Zofinger Verein, Zürich 1868. Satz von Friedrich Silcher. Diese Melodie weicht nur geringfügig von der heute bekannten ab.

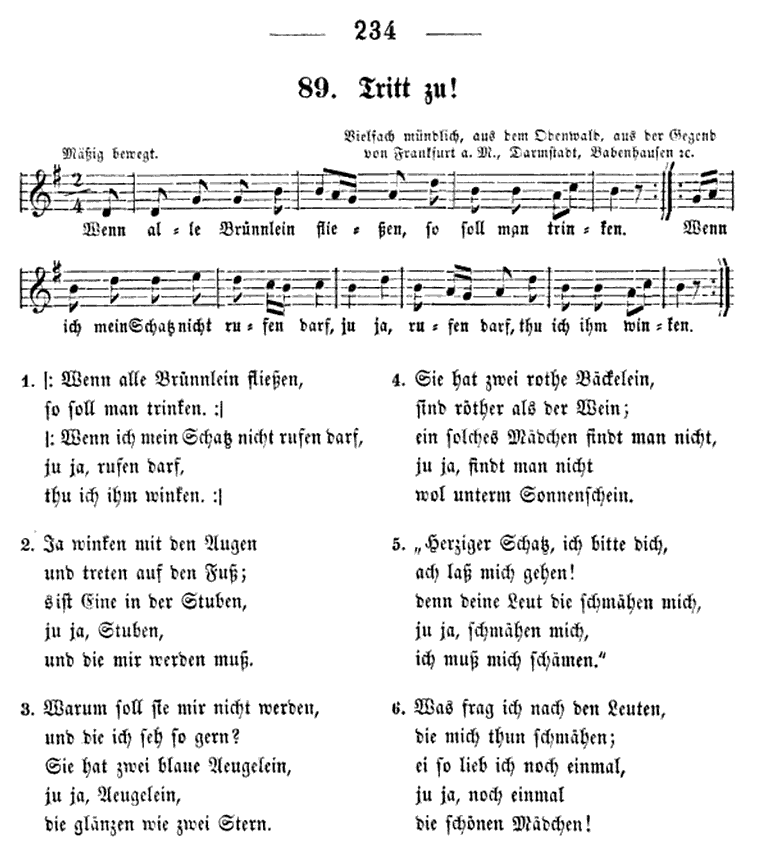
Tritt zu! Ludwig Erk: Deutscher Liederhort, Berlin 1856. Diese Melodie ist heute kaum noch bekannt.

Wenn alle Brünnlein fließen ist ein deutsches Liebeslied, dessen Text in Teilen seit dem 16. Jahrhundert belegt und seit der Aufnahme in Friedrich Silchers Liedersammlung 1855 in seiner heutigen Textfassung bekannt ist. Eine von Silchers verwendeter Weise leicht abweichende Melodiefassung setzte sich seit Mitte des 19. Jahrhunderts durch. In dieser Fassung ist das Lied bis heute eines der bekanntesten Volkslieder im deutschen Sprachraum.

## Geschichte
Ein Liebeslied mit dem Titel Die Brünnlein, die da fließen, dessen Text weitgehend dem der ersten und zweiten Strophe von Wenn alle Brünnlein fließen entspricht, wurde von Leonhard Kleber 1520 samt Melodie aufgezeichnet. 1534 erschien beim Nürnberger Verleger Hans Ott die Liedersammlung Hundert und ainundzweintzig newe Lieder mit vierstimmigen Chorsätzen, deren Nummer 44 besagtes Lied ist. In der Folge wurde das Lied in wenig veränderten Fassungen wiederholt publiziert, so bei Hans Peterlein (Johannes Petreius) in Nürnberg 1541 und durch Ivo de Vento bei Adam Berg in München 1570.
Clemens Brentano und Achim von Arnim nahmen eine Textvariante in Des Knaben Wunderhorn auf. 1855 veröffentlichte Friedrich Silcher das Lied Wenn alle Brünnlein fließen in der heute bekannten Textfassung mit vier Strophen in einem Satz für vier Singstimmen. Die Melodie entspricht weitgehend der heutigen Fassung, weicht allerdings im zweiten Teil der Strophe etwas ab. Der Text, nicht jedoch die Melodie stimmt mit dem 1534 erschienenen Lied in großen Teilen überein. Als Herkunft wird ungenau „Schwaben“ angegeben. In Ludwig Erks Deutschem Liederhort erschienen 1856 unter dem Titel Tritt zu! sowohl Wenn alle Brünnlein fließen (Nr. 89) mit einer anderen Melodie und der Herkunftsangabe „Odenwald, Gegend von Frankfurt am Main, Darmstadt, Babenhausen“ als auch Die Brünnlein die da fließen ohne Melodie (Nr. 89a). In der erweiterten Ausgabe des Liederhort (1893) führt Franz Magnus Böhme weitere Text- und Melodievarianten aus Oberhessen, dem Dill- und Lahnkreis und aus Brauerschwend in Hessen-Darmstadt an.
Der erste Teil der heute üblichen Melodie gehört zu den im 18. und 19. Jahrhundert häufig „wandernden“ Melodieelementen. Der Beginn weist große Ähnlichkeit mit der Arie des Papageno „Ein Mädchen oder Weibchen“ aus Mozarts Zauberflöte (1791) auf. Diese Melodie wurde in abgewandelter Form bald auch dem Lied Üb’ immer Treu und Redlichkeit von Ludwig Hölty unterlegt. Auch das geistliche Volkslied Ein Weidmann bin ich eben besitzt denselben Melodieanfang. 1840 druckt Anton Wilhelm von Zuccalmaglio den Text vom Brünnlein zusammen mit der Melodie in seinen Deutschen Volksliedern ab. Die von Silcher verwendete Melodie fand auch Eingang ins Allgemeine Deutsche Kommersbuch der Studentenverbindungen. Das Lied wurde mit dieser beziehungsweise einer sehr ähnlichen Melodie im Laufe des 19. und 20. Jahrhunderts zu einem der am häufigsten gesungenen und abgedruckten Lieder des deutschen Sprachraums. Die heute am häufigsten gesungenen Melodiefassungen weichen in der zweiten Hälfte der Melodie etwas ab. Dabei geht an der Stelle „Wenn – ich mein Schatz nicht rufen darf“ (fünftletzter und viertletzer Takt) der Ton entweder eine Oktave nach unten oder verbleibt im Melodieverlauf oben, während sämtliche übrigen Takte einschließlich der letzten vier Takte in beiden Versionen gleich sind.
Eigenständige Vertonungen des Textes schufen u. a. die Komponisten Simon Breu, Carl Heffner, Carl Isenmann (1839–1889), Hugo Richard Jüngst und Karl Schauss (1856–1929).

## Inhalt des Liedtextes
Das Wasser des Brunnens – einer Quelle oder eines Baches – ist ein Symbol für Gefühle, wie es auch in anderen Liebesliedern wie etwa Am Brunnen vor dem Tore oder Und in dem Schneegebirge auftaucht. Wie der im 19. Jahrhundert verwendete Titel „heimliche Liebe“ besagt, besingt der Autor eine junge Frau, in die er sich verliebt hat, dies jedoch nicht offen zeigen darf. Neben dem Augenzwinkern („winken mit den Äugelein“) wird in der zweiten Strophe auch das „treten auf den Fuß“ (füßeln) benannt. Nach Angaben von John Meier (1936), dem Begründer des Deutschen Volksliederarchivs, bedeutete im Mittelalter, wenn eine Frau dieses „treten auf den Fuß“ erwiderte, dass sie dem Mann ein Eheversprechen gab. In den beiden folgenden, im Lied des 16. Jahrhunderts noch nicht enthaltenen Strophen wird schließlich die Schönheit der Angebeteten und die Hoffnung, sie als Frau zu gewinnen, besungen.

## Text und Melodie
Eine heute bekannte Version des Liedes lautet:
1.

Wenn alle Brünnlein fließen,

so muss man trinken;

wenn ich mein’ Schatz nicht rufen darf,

tu ich ihm winken.

Wenn ich...

2.

Ja, winken mit den Äugelein

und treten auf den Fuß,

s’ ist eine in der Stube drin,

die meine werden muss.

s' ist...
3.

Warum sollt’ sie’s nicht werden,

ich hab’ sie ja so gern.

Sie hat zwei blaue Äugelein,

die leuchten wie zwei Stern’.

Sie hat...

4.

Sie hat zwei rote Wängelein,

sind röter als der Wein.

Ein solches Mädchen find’st du nicht

wohl unterm Sonnenschein.

Ein solches...
Die heute bekannteste Melodie lautet:
In geringfügiger Abweichung davon haben beispielsweise die Gruppen Zupfgeigenhansel und Bube Dame König gesungen (mit grünen eckigen Notenköpfen dargestellt).

## Die Brünnlein, die da fließen
Der Text des Liedes Die Brünnlein, die da fließen aus dem 16. Jahrhundert lautet:
1.

Die Brünnlein, die da fließen,

die soll man trinken,

und wer ein steten Buhlen hat,

der soll ihm winken;
2.

ja winken mit den Augen

und treten auf den Fuß:

es ist ein herter Orden,

der sein Buhln meiden muss.

## Kontrafaktur im 16. Jahrhundert
Bereits im 16. Jahrhundert war das Lied Gegenstand von Kontrafaktur. 1586 erschien in Leipzig folgendes geistliches Lied, 1588 für vier Gesangstimmen gesetzt:
1.

Der Gnadenbrunn thut fließen,

den soll man trinken.

O Sünder, du sollst büßen,

Gott thut dir winken
2.

mit seinen gütigen Augen

und richtet deinen Fuß

wohl durch das Wort des Glaubens,

Christus allein dir helfen muss.